# Rothalssegler
Der Rothalssegler (Streptoprocne rutila, Syn.: Cypseloides rutilus) ist eine Vogelart aus der Familie der Segler (Apodidae). Das Gefieder ist vorwiegend schwarzbraun. Es weist allerdings ein stark kontrastierendes rotes Halsband auf; damit ist der Rothalssegler neben seiner Schwesterart, dem Phelpssegler, der einzige Segler mit etwas auffälligerer Färbung. Mit 13 Zentimetern Körperlänge ist der Rothalssegler recht klein; er ist der kleinste Vertreter der Gattung Streptoprocne.
Das Verbreitungsgebiet ist sehr fragmentiert und auf Mittel- und Südamerika beschränkt. Dort kommt der Rothalssegler vorwiegend in den Kordilleren und angrenzenden Gebirgen vor. Die Nester werden an senkrechten Strukturen gebaut. Die Nistplätze liegen typischerweise in Wassernähe, beispielsweise in engen feuchten Schluchten oder in der Nähe von Wasserfällen.

## Merkmale

### Aussehen

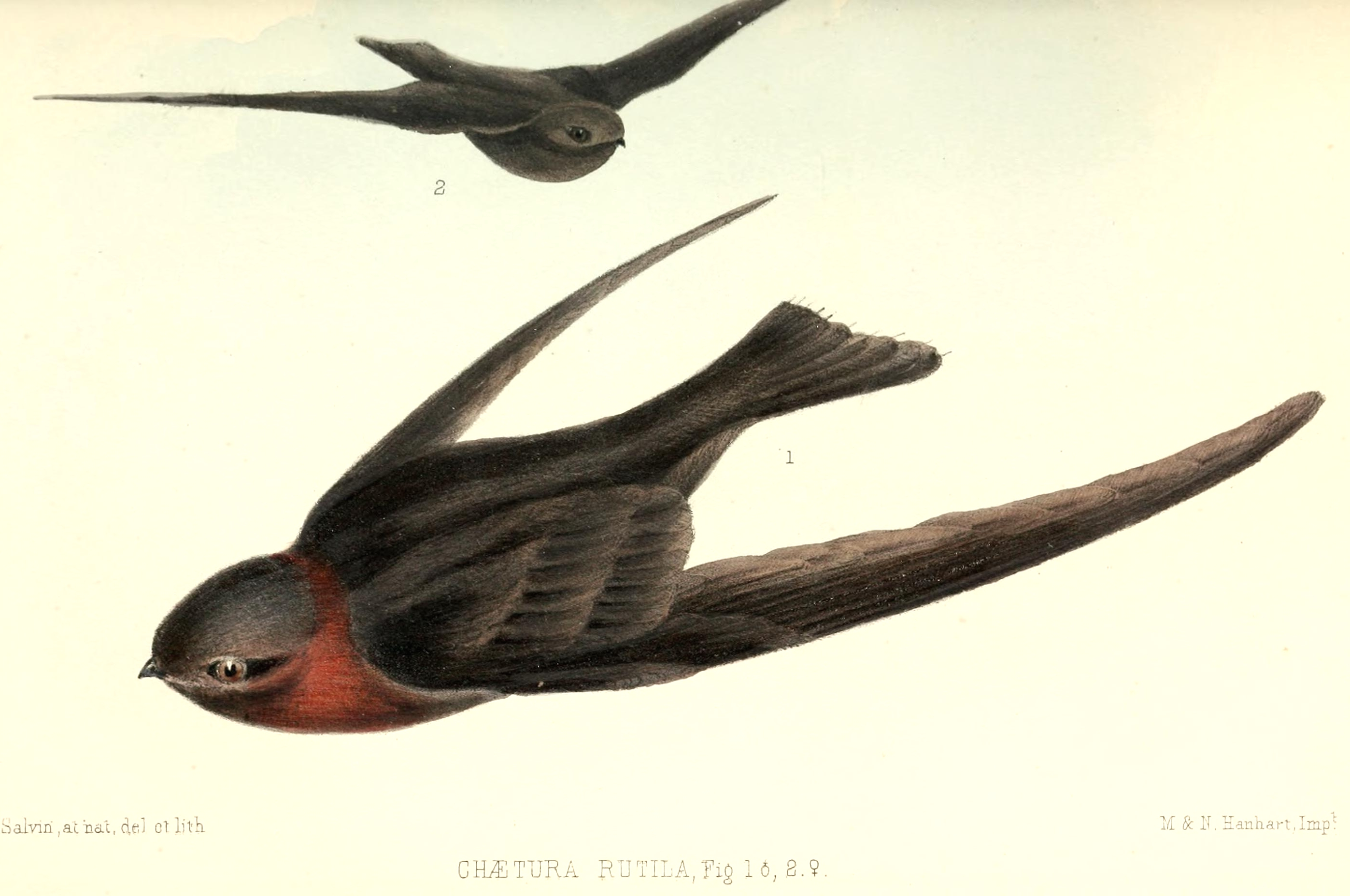
Männchen (vorn) und Weibchen im Flug, Zeichnung von 1860, veröffentlicht in Ibis

Die Körperlänge beträgt ungefähr 13 Zentimeter. Für die Flügellänge wurden bei Männchen Werte zwischen 116,0 und 130,5 Millimetern ermittelt, beim Weibchen lag sie zwischen 112,0 und 124,5 Millimetern. Das Gewicht liegt etwa bei 21 Gramm.
Das Gefieder ist vorwiegend schwarzbraun, aber vor allem die Männchen weisen eine charakteristische Färbung auf. Diese geht dabei vom Kinn bis zur Mitte der Kehle und den Ohrdecken von Graubraun ins Rötliche über. Von der Mitte der Kehle bis zur Brust ist das Gefieder orangerot gefärbt, und diese Färbung setzt sich zum Nacken fort und bildet das namensgebende Halsband. Dieses ist im Feld recht deutlich zu erkennen, insbesondere im Sonnenlicht. Das orangerote Halsband zeigt bei adulten Vögeln einen unterschiedlichen Grad an brauner Fleckung. Unterhalb des Nackens ist die Oberseite recht einheitlich schwarzbraun, nur der Bürzel und die Oberschwanzdecken sind etwas heller. Auch die Färbung der Unterseite ist vom Hals bis zu den Unterschwanzdecken recht einheitlich, sie ist Vergleich zur Oberseite etwas heller. Der Schwanz weist eine geringfügige Gabelung auf, er erscheint aber oft gerade abgeschnitten. Bei gespreiztem Schwanz wirken die Schwanzfedern durchscheinend. Im Vergleich zu den anderen sympatrisch vorkommenden Arten der Unterfamilie Cypseloidinae ist der Schwanz des Rothalsseglers proportional länger.
Bei Weibchen dauert es länger, bis sich das rote Halsband entwickelt. Bei manchen adulten Weibchen kann das Halsband auch ganz fehlen, Weibchen mit unvollständig ausgebildeter Färbung des Halsbands sind häufig. Die Schwanzgabelung der Weibchen ist meist weniger ausgeprägt als die der Männchen. Jungvögel zeigen keine oder nur teilweise rötliche Gefiederanteile, sie sind auch sonst insgesamt blasser als adulte Tiere. Zudem weisen die Schwungfedern und kleineren Flügeldecken einen schmalen weißen Saum auf.
Der wendungsreiche Flug ist typisch für die Gattung, die Flügel werden dabei oft steif wirkend nach unten gerichtet. Am schwierigsten vom Rothalssegler zu unterscheiden ist der Phelpssegler, der bisher aber nur einmal innerhalb des Verbreitungsgebiets des Rothalsseglers gesichtet wurde. Der Phelpssegler weist ebenfalls ein rotes Halsband auf, dessen Färbung ist aber intensiver. Zudem ist der Phelpssegler größer, seine Schwanzgabelung ist deutlicher.

### Lautäußerungen
Rothalssegler sind sehr ruffreudig, einige verschiedenartige Rufe sind zu vernehmen, von denen die meisten insektenartig klingen. Beispielsweise gibt es ein schwätzendes kri-kik-kik-kik, das an Papageien erinnert, aber höher ist, außerdem ein keuchendes t-t-tiii-i bzw. t-t-t-tsss oder auch ein sehr insektenartig klingendes, schneller werdendes tschi tschi tschue-hu.

## Verbreitung und Wanderungen

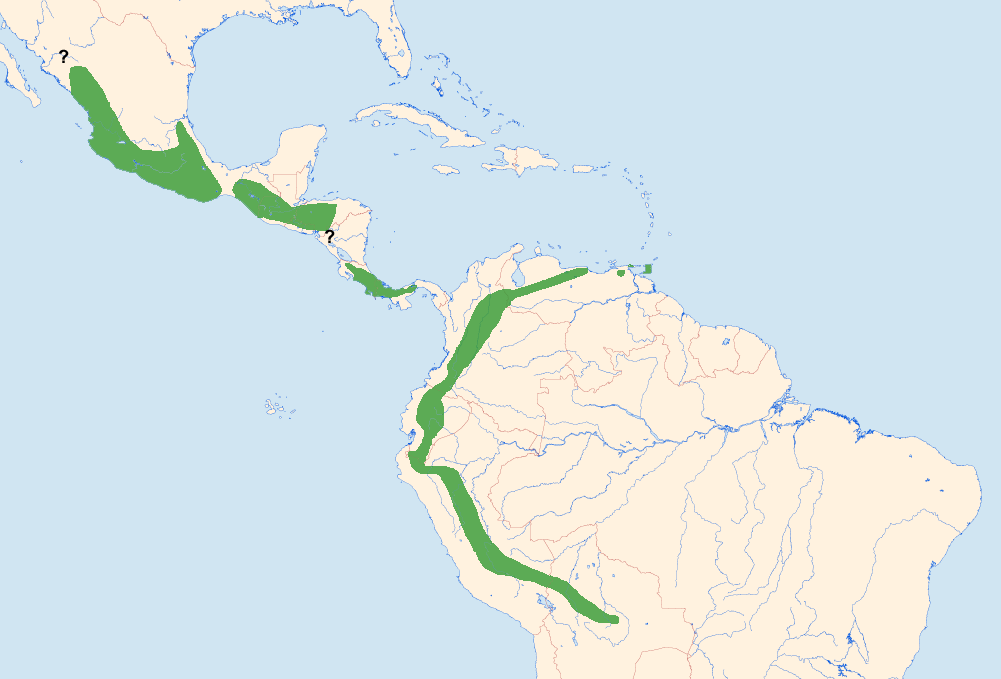
Verbreitungsgebiet des Rothalsseglers

Das Verbreitungsgebiet erstreckt sich über Mittel- und Südamerika, insbesondere der südamerikanische Teil ist sehr fragmentiert. Der Rothalssegler kommt in Mittelamerika hauptsächlich auf der pazifischen Seite der Kordilleren vor. Die nördlichsten Vorkommen finden sich in den mexikanischen Bundesstaaten Sinaloa, Durango, Zacatecas, Hidalgo und Veracruz. Von dort erstreckt sich das Verbreitungsgebiet südlich bis Guatemala in drei verschiedenen Gebirgsregionen. Weiter kommt die Art in den Hochlagen von El Salvador, Honduras und von Costa Rica bis in den Westen Panamas vor. Der Rothalssegler fehlt offenbar in Nicaragua, in Belize ist der Status der Art unklar.
Das südamerikanische Verbreitungsgebiet ist fast ausschließlich auf die Anden und die angrenzenden kordillerischen Gebirge begrenzt. Die östlichsten Vorkommen gibt es in Guyana, auf Trinidad und im venezolanischen Bundesstaat Sucre. Von dort erstreckt sich das Areal westwärts über Carabobo bis in die Anden in Táchira. In Kolumbien kommt die Art in allen Teilen der Anden und in der Sierra de San Lucas vor, sie fehlt allerdings in der Sierra Nevada de Santa Marta und der Serranía del Perijá. Der Rothalssegler findet sich in Ecuador sowohl im westlichen als auch im östlichen Teil der Anden, südlich davon ist das Verbreitungsgebiet sehr zersplittert und auf den östlichen Teil der Anden beschränkt, es reicht über Peru bis zu den Yungas bei Cochabamba in Bolivien.
Die Populationen Südamerikas gelten als Standvögel. Im Norden des mittelamerikanischen Teils des Verbreitungsgebiets gibt es Wanderungen. Vermutlich verlassen die Vögel aus dem Norden Mexikos im Winter das Brutgebiet, dafür spricht die Beobachtung offensichtlich ziehender Schwärme von Mitte März bis Mai im Westen Mexikos. Bei den meisten beobachteten Zugbewegungen dürfte es sich aber nur um ein Verstreichen aus den Hochlagen in niedriger gelegene Gebiete handeln, was in Mittelamerika vor allem von Oktober bis Februar zu beobachten ist. Es gibt keine Anzeichen dafür, dass die Populationen Mittelamerikas in Südamerika überwintern.

## Lebensraum
Der Rothalssegler kommt hauptsächlich in Gebirgsregionen vor. In Mittelamerika ist die Art typischerweise in einem Höhenbereich über 1500 Metern anzutreffen, die höchsten mittelamerikanischen Vorkommen lagen in Mexiko bei 3000 Metern, in Costa Rica bei etwa 2500 Metern. Die Art wird aber auch gelegentlich in Tälern auf einer Höhe zwischen 300 und 400 Metern bei der Nahrungssuche beobachtet, manchmal sogar auf Meereshöhe. Im Normalfall ist der Rothalssegler in den südamerikanischen Anden in einem Höhenbereich zwischen 1000 und 2600 Metern anzutreffen, er wurde aber dort auch auf einer Höhe von 3400 Metern gesichtet. Auf Trinidad liegen die Nistplätze in tieferen Lagen und auch auf Meereshöhe, die Segler gehen aber bei gutem Wetter ausschließlich über den höher gelegenen Wäldern der Insel auf Nahrungssuche.
Der Rothalssegler kommt in verschiedenartigen Gebirgslandschaften vor, er geht sowohl über bewaldeten Gebieten als auch über der alpinen waldfreien Zone auf Nahrungssuche. Wilde Schluchten scheinen dabei eher der Vorliebe der Art zu entsprechen als sanfte Hochtäler oder Hochflächen. Insbesondere wenn es in höheren Lagen regnet, ist der Rothalssegler allerdings auch bei der Nahrungssuche im Tiefland zu beobachten. Häufig ist die Art in der Nähe von Wasserfällen anzutreffen.

## Verhalten und Nahrungserwerb
Rothalssegler sind gesellig und oft auch gemeinsam mit anderen sympatrischen Seglerarten anzutreffen, vor allem mit dem Halsbandsegler (Streptoprocne zonaris), mit dem der Rothalssegler nicht nur gemeinsam auf Nahrungssuche geht, sondern auch gemeinschaftlich nächtigt. Die Bindung zu Individuen kleinerer Arten, besonders der Gattung Chaetura, ist spontaner und nicht so von Dauer.
In den Anden sind Schwärme mit mehr als 100 Individuen nicht selten. Rothalssegler gehen dabei verglichen mit den meisten anderen Seglern in größeren Höhen über dem Boden auf Nahrungssuche, in gemischten Schwärmen wurde beobachtet, dass der Rothalssegler tendenziell oberhalb der anderen Arten jagt. Wie alle Segler ernährt sich die Art überwiegend von Insekten, darunter sind auch schwärmende Ameisen. In Ecuador wurden Rothalssegler zwischen September und Oktober gemeinschaftlich mit anderen Seglern bei der Jagd innerhalb riesiger Schwärme verschiedenartiger kleiner Käfer beobachtet.

## Fortpflanzung

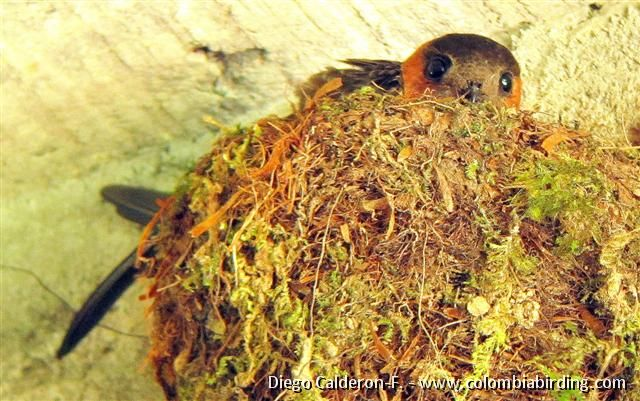
Unter einer Brücke nistender Rothalssegler bei Sabaneta im Departamento de Antioquia im Nordwesten Kolumbiens

In Mittelamerika liegt die Brutzeit im Sommer und beginnt häufig während der Regenzeit. In Trinidad dauert sie hauptsächlich von Mai bis August, kann sich aber über das gesamte Sommerhalbjahr bis Oktober hinziehen. In Kolumbien wurde ein offensichtlich brütender Vogel im Juli nachgewiesen.
Typisch für die Gattung ist das Nisten in Wassernähe, meist zwischen einem halben und drei Meter von der Wasseroberfläche entfernt. Typische Neststandorte finden sich unter überhängenden Felsen oder an kleinen Wasserfällen in feuchten, engen Bachschluchten, die Luftfeuchtigkeit liegt nie unter 95 Prozent. Aber auch andere Neststandorte gibt es, auf Trinidad fand man ein Nest in einer Brandungshöhle und ein anderes unter einer Brücke. Dort wurde auch eine starke Nistplatztreue festgestellt.
Die Gestalt der Nester ist abhängig vom verfügbaren Nistmaterial. Das Nest wird an einer senkrechten Struktur befestigt, die Form entspricht meist einer Halbschale oder einem halben Kegel mit der Spitze nach unten mit einer nicht allzu großen Vertiefung in der Mitte. Als Nestbestandteil werden nahezu ausschließlich Moose verwendet, nur geringe Anteile von Lehm werden verbaut, meist an der Basis oder zur Wandbefestigung. Während des Brütens und während der Jungenaufzucht wird die Nestkonstruktion von den Altvögeln noch optimiert, um die Eier und Jungvögel besser vor dem Herausfallen zu sichern. Als mittlere Nestbreite wurden 104 Millimeter ermittelt, die mittige Nestmulde war im Durchschnitt etwa 66 Millimeter tief.
Das Gelege besteht grundsätzlich aus zwei Eiern. Die mittlere gemessene Eigröße betrug 23,62 × 15,49 Millimeter. Die Eier werden etwa 24 bis 26 Tage bebrütet und die Jungen brauchen 40 bis 42 Tage, bis sie flügge werden. Vermutlich als Folge des feuchtkühlen Neststandorts entwickeln die Jungen ein pelzartig-dickes Dunengefieder. Bei einer Untersuchung auf Trinidad schlüpften aus 55 Prozent der gelegten Eier Jungvögel, 68 Prozent davon flogen aus, daraus ergab sich ein Bruterfolg von etwa 36 Prozent.

## Bestand und Gefährdung
Die Art kommt in weiten Teilen des Verbreitungsgebiets nur räumlich eng begrenzt vor, dabei scheint sie in Mittelamerika seltener zu sein als in Südamerika, wo sie in bestimmten Teilen der Anden häufig ist und regelmäßig angetroffen werden kann. BirdLife International schätzt die Größe des Verbreitungsgebiets auf ungefähr 1,39 Millionen Quadratkilometer. Die Art wird als „nicht gefährdet“ (least concern) eingestuft.

## Systematik
Früher wurde der Rothalssegler der Gattung Cypseloides zugerechnet. Für diese Zuordnung spricht der bevorzugte Neststandort und die Beschaffenheit des Nests. Dies war aber vor allem deshalb umstritten, da der Rothalssegler im Gegensatz zu allen anderen Cypseloides-Arten zwei statt nur ein Ei legt – mit Ausnahme des ebenfalls zwei Eier legenden ähnlichen Phelpsseglers. Marín und Stiles stellten 1992 zudem heraus, dass Gefiedermerkmale, Brutbiologie und weitere Merkmale für eine Zuordnung der Art zur Gattung Streptoprocne sprechen. Diese Sichtweise ist mittlerweile weithin anerkannt. Auch der Phelpssegler, die Schwesterart des Rothalsseglers, wird nun zur Gattung Streptoprocne gerechnet.
Beim Rothalssegler werden drei Unterarten unterschieden:
- S. r. rutila (Vieillot, 1817): Die Nominatform kommt im nordöstlichen Teil des südamerikanischen Verbreitungsgebiets vor, von Venezuela bis Guyana und auf Trinidad.
- S. r. griseifrons (Nelson, 1900): Dieser Unterart werden die Vertreter im Westen Mexikos zugerechnet, und zwar in Nayarit, im Westen Jaliscos, im Westen Zacatecas und im Süden Durangos. Sie sind blasser gefärbt als die anderen Vertreter der Art, die Unterseite ist rußig graubraun, und die Federn der Stirn, der Zügel und oberhalb der Augen weisen einen blassgrauen Saum auf.
- S. r. brunnitorques (Lafresnaye, 1844): Die Vögel vom Südosten Mexikos bis Peru zählen zu dieser Unterart. Es gibt aber kaum Unterschiede zur Nominatform und der Status dieser Unterart ist umstritten.